# Commiphora kataf
Commiphora kataf là một loài thực vật có hoa trong họ Burseraceae. Loài này được (Forssk.) Engl. mô tả khoa học đầu tiên năm 1883.